# Марек Вавжкевич
Марек Вавжкевич (пол. Marek Wawrzkiewicz, червень 1937, Варшава) — польський поет, прозаїк і перекладач.

## Біографія
Народився у Варшаві в 1937 році. Навчався на філолоічному факультеті в університеті міста Лодзь. 1960 року опублікував першу поетичну збірку «Малювання на піску». Загалом вибав більше 30 книжок віршів, повістей, есе, перекладів. 2003 року очолив Головне управління Спілки польських письменників.

## Твори
- Поезія
  - Malowanie na piasku (1960)
  - Aż tak
  - Późne popołudnie (2001)
  - Każda rzeka nazywa się Styks (2003]
  - Eliada i inne wiersze (2003)
  - Smutna pogoda
  - Coraz cieńsza nić (2005)
  - Dwanaście listów
- Переклади
  - Pamięć. Poeci St.Petesburga
- Фільмографія
  - 1961 — I kurczęta muszą się uczyć (коментар)
  - 1977 — Rekord świata (obsada aktorska)

## Українські переклади
Твори Марека Вавжкевича українською мовою перекладав Анатолій Глущак.